# Audi A4 (B9)
Audi A4 (B9) — пятое поколение среднеразмерного Audi A4.
Первые официальные снимки четвёртого поколения появились ещё 29 июня 2015 года, а в сентябре 2015 года на Международном автомобильном салоне состоялась премьера автомобиля.
Модель оснащалась тремя бензиновыми и четырьмя дизельными двигателями внутреннего сгорания. Мощность двигателей варьируется от 150 до 272 л. с. В отличие от Audi A4 (B8), расход топлива снижен на 21 %. Мощность двигателей увеличена на 25 %. Двигатели соответствуют стандарту Евро-6.
Система «старт-стоп» глушит двигатель при торможении со скоростью менее 7 км/ч.

## Галерея

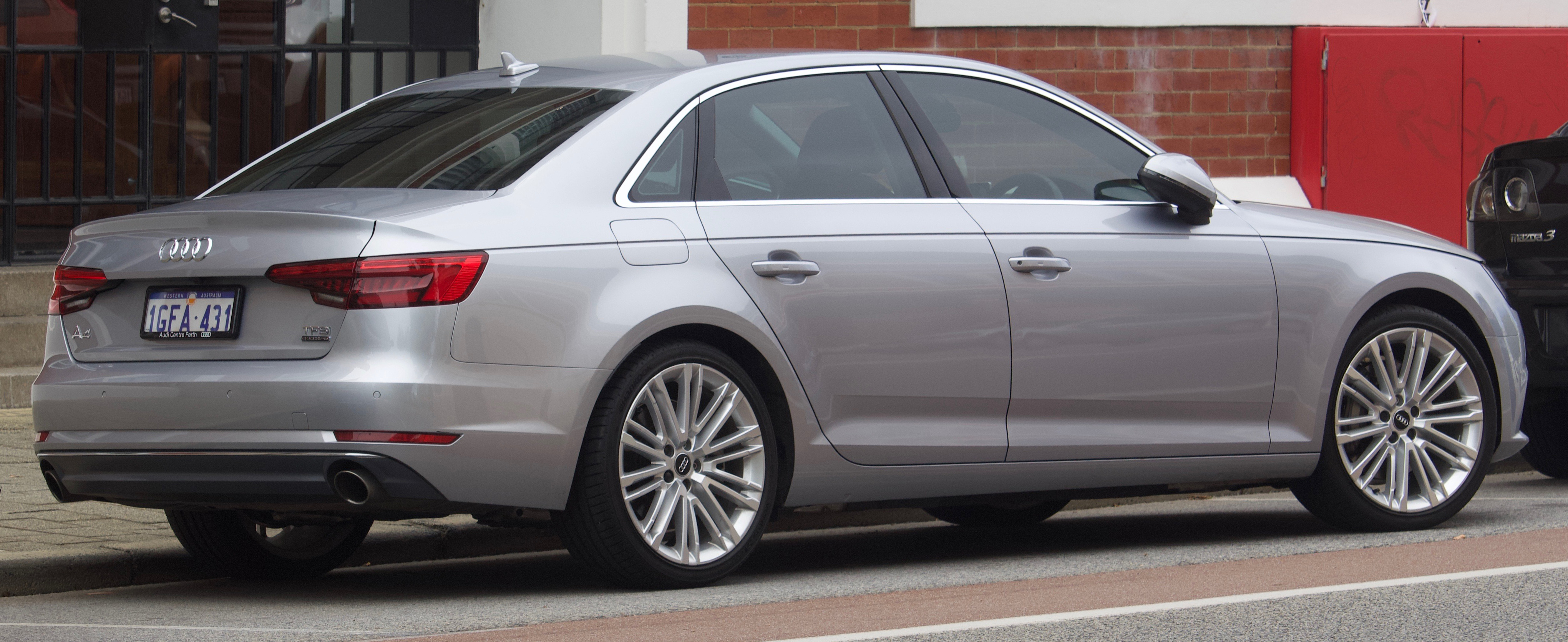
Audi A4 B9
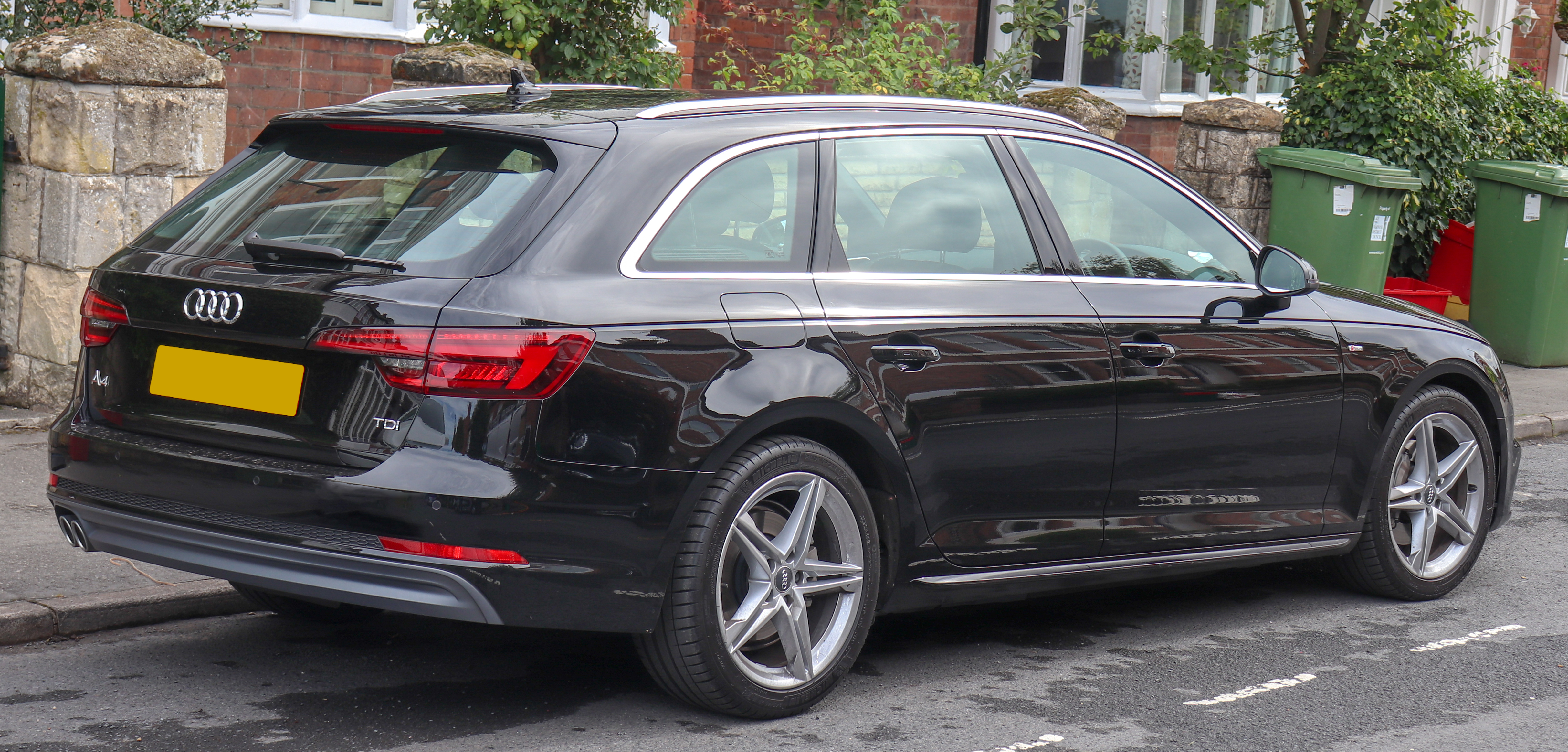
Audi A4 B9 Avant
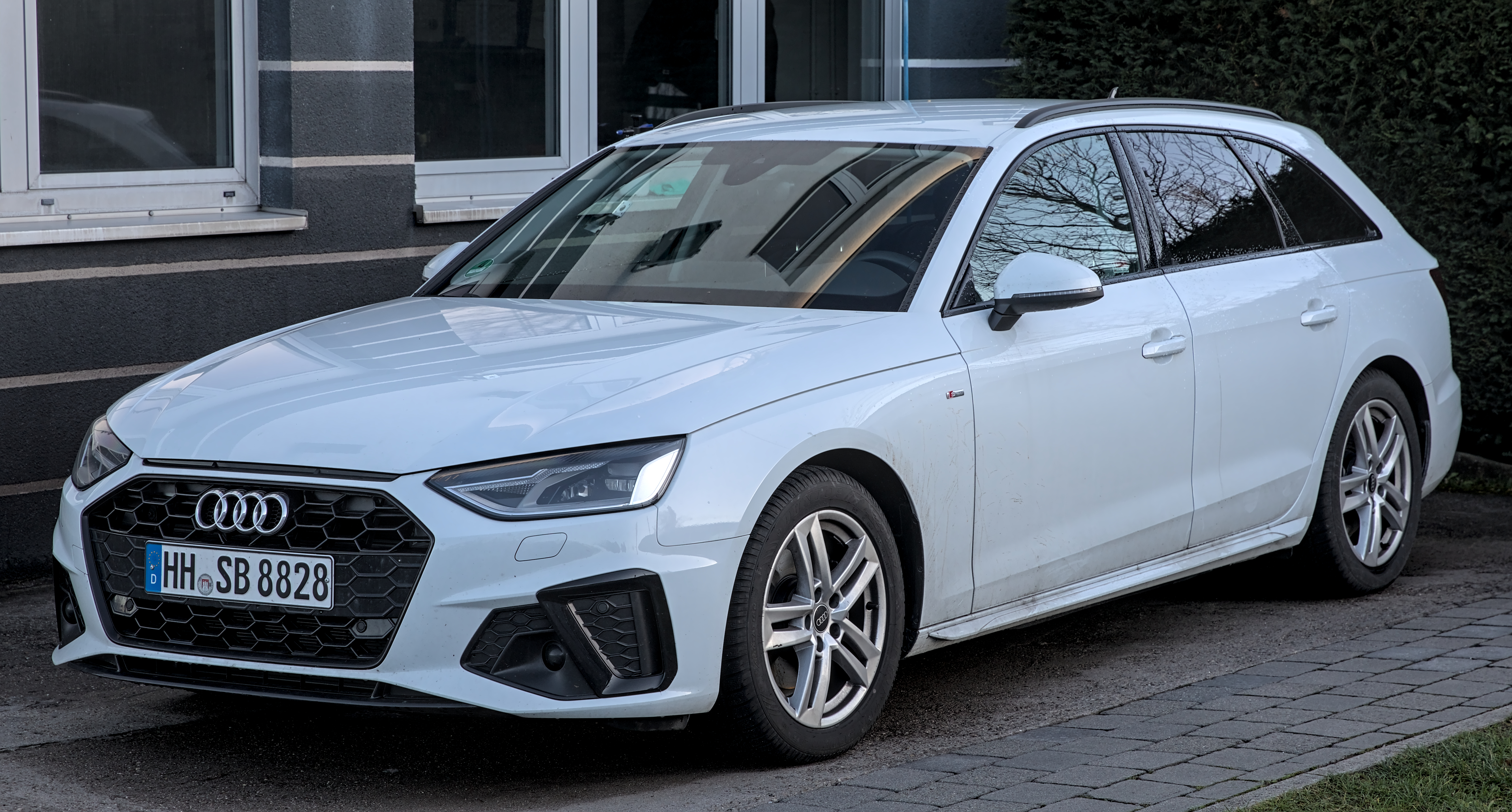
Audi A4 B9 Avant (FL)
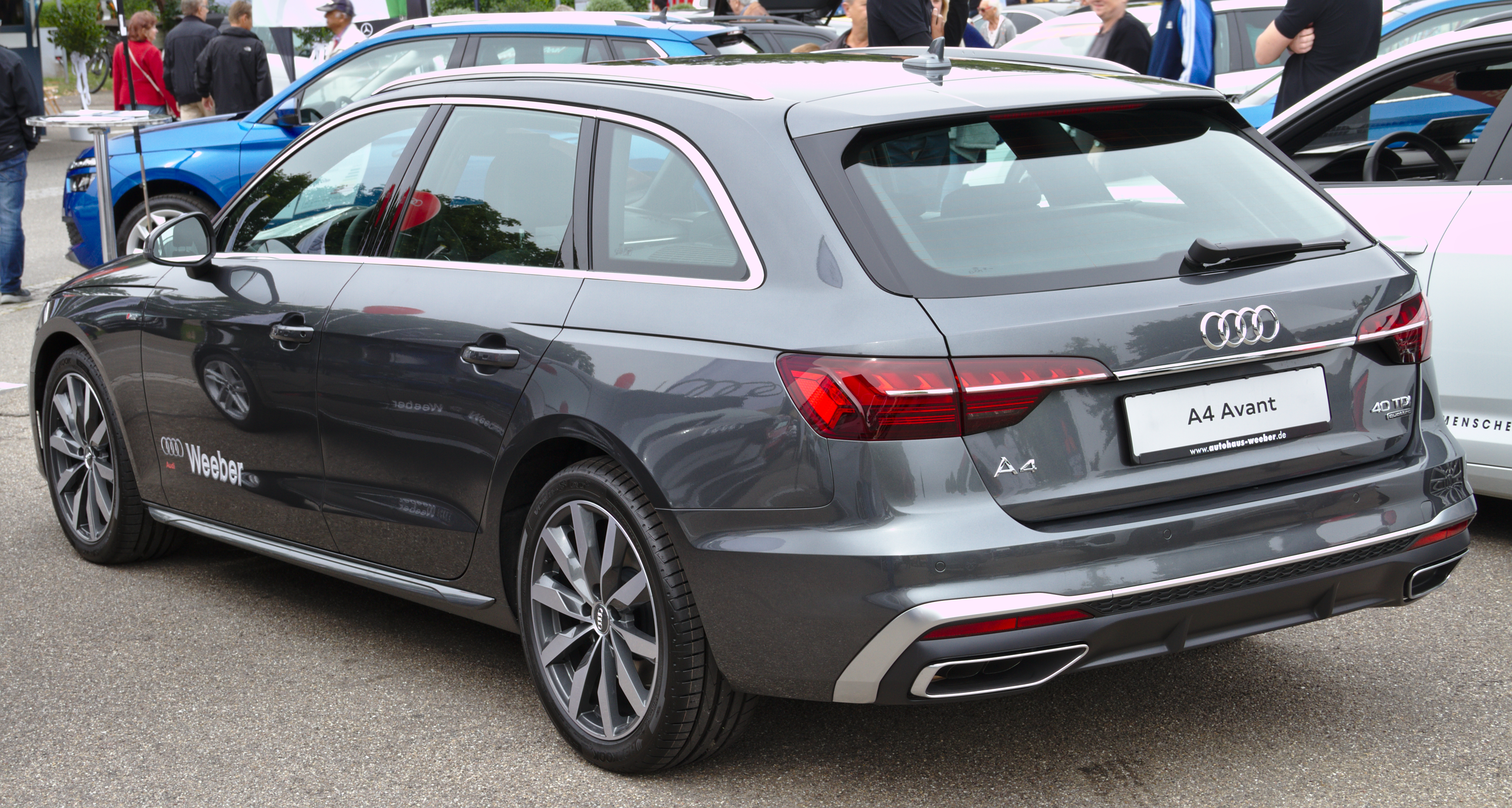
Audi A4 Avant
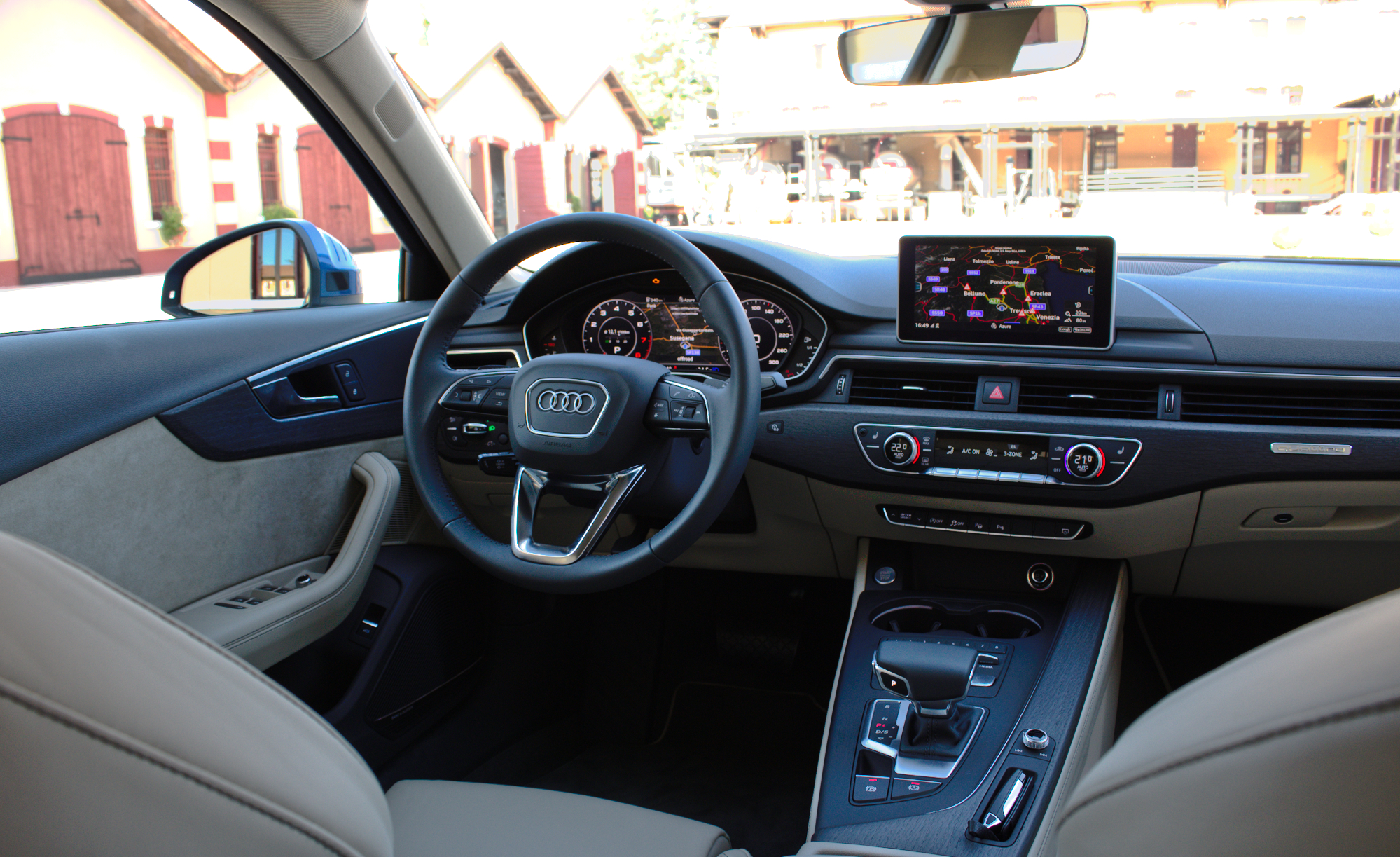
Место водителя

## Двигатели
Бензиновые:
- 1.4 л TFSI VW EA211 I4 (150 л. с.)
- 2.0 л TFSI VW EA888 I4 (170/190/252 л. с.)
- 3.0 л TFSI VW EA839 V6 (354 л. с.) (S4)
- 2.9 л TFSI VW EA839 V6 (450 л. с.) (RS4)

Дизельные:
- 2.0 л TDI VW EA288 I4 (122/150/190 л. с.)
- 3.0 л TDI VW EA897 evo (V6 218/272 л. с.)